# Colobura
Colobura (лат.) — род дневных бабочек подсемейства Nymphalinae семейства Нимфалиды.
Бабочки рода Colobura обитают на территории Южной Америки, в Мексике.

## Таксономия
Выделяют два вида:
- Род Colobura
  - Вид Colobura dirce (Linnaeus, 1758)
    - Подвид Colobura dirce dirce (Linnaeus, 1758)
    - Подвид Colobura dirce wolcotti (Comstock, 1942)

  - Вид Colobura annulata (Willmott, Constantino et Hall, 2001)

## Описание
Длина переднего крыла достигает 38 мм. Оба вида очень похожи как внешне так и по повадкам. Гусеницы обоих видов питаются растениями рода Cecropia.
Верхняя часть крыльев коричневая, а нижняя чёрно-белая..

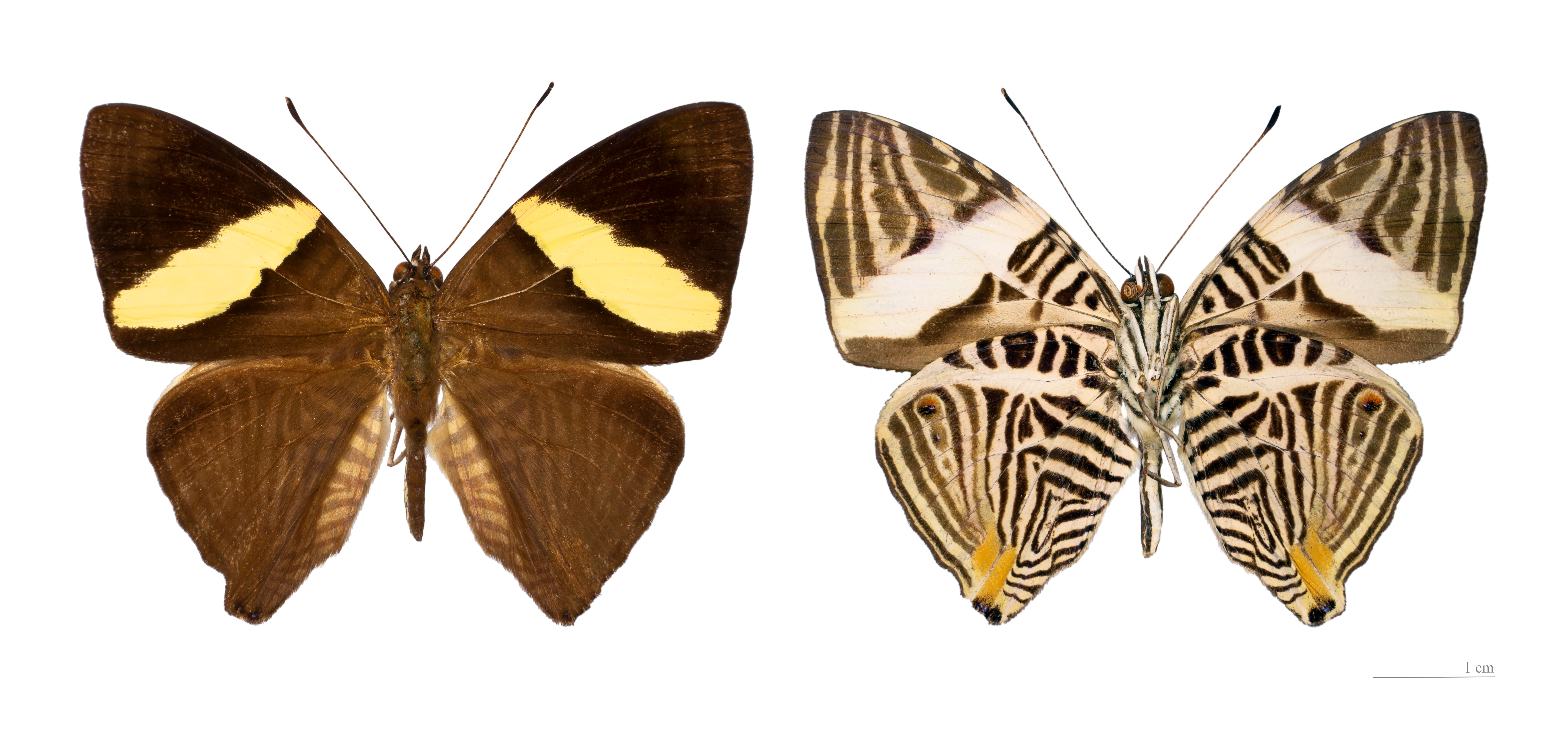
Colobura dirce dirce